# Kenan Kılıç
Kenan Kılıç (* 1962 in Istanbul, im deutschsprachigen Raum meistens Kiliç oder Kilic geschrieben) ist ein türkischer Regisseur, Autor und Produzent.

## Leben
Im Jahr 1981 kam Kılıç nach Österreich, wo er sich als Schauspieler und Musiker betätigte. Als Mitarbeiter der ORF-Sendung Heimat, fremde Heimat kam er zum Film. Seit 1990 dreht er Kurzfilme als freier Regisseur, sein erster Langfilm Nachtreise wurde im Rahmen der Viennale 2002 mit dem Wiener Filmpreis bedacht. Kenan Kılıç lebt als Regisseur und Autor in Wien.

## Filmografie
- 2009 Gurbet – In der Fremde
- 2002 Nachtreise
- 1996 Das Tuch
- 1994 Morgen Kinder
- 1993 Schnee
- 1991 Stein
- 1990 Gillette
- 1990 A-III

## Auszeichnungen
- 2002 Wiener Filmpreis
- 1995 Drehbuchpreis des Landes OÖ